# Il giorno della locusta (film)
Il giorno della locusta (The Day of the Locust) è un film del 1975 diretto da John Schlesinger, tratto dall'omonimo romanzo del 1939 di Nathanael West, adattato per il cinema da Waldo Salt.
Fu l'ultimo film dello scenografo George James Hopkins che, a quasi ottantanove anni, chiuse una carriera cominciata all'epoca del muto con i film di Theda Bara, per la quale aveva firmato anche i costumi.

## Trama
(Earle Shoop / Bo Hopkins durante il colloquio di Tod / William Atherton)
Hollywood, 1938. Alcuni residenti di San Bernardino: Faye Greener, aspirante attrice di poco talento, il padre Harry, un ex attore di vaudeville che lavora come venditore porta a porta, Homer Simpson, un contabile sessualmente represso che ama Faye alla follia, e Tod Hackett, aspirante artista impiegato nel dipartimento di una Major, che a sua volta fantastica su Faye. Durante lo svolgimento si assiste a immagini inquietanti, come un combattimento di galli in cui uno degli avversari troverà la morte, o il figlio androgino che si esibisce in una grottesca imitazione di Mae West.

## Produzione
Il film fu prodotto dalla Paramount Pictures e dalla Long Road. Venne girato in California, con numerose location, tra cui la Ennis House dell'architetto Frank Lloyd Wright.

## Distribuzione
Distribuito dalla Paramount Pictures, il film venne presentato in prima a Los Angeles il 7 maggio 1975. Fu inoltre presentato fuori concorso al 28º Festival di Cannes.

## Riconoscimenti
Il film ha vinto il Premio BAFTA ai migliori costumi e ha ottenuto due nomination agli Oscar 1976 per il miglior attore non protagonista (Burgess Meredith) e la miglior fotografia (Conrad L. Hall), non aggiudicati.